# SOCEMIE
SOCEMIE SAS (фр. Societé Opératrice de la Chaîne Européenne Multilingue d’Information Euronews - «Рабочее общество европейского многоязычного информационного канала «Евроньюс») — упрощённое анонимное общество, вещавшее по телепрограмме «Евроньюс» в 1994-2008 гг.

## Правопреемники
В 2008 году реорганизовано путём объединения с анонимным обществом «СЕЦЕМИЕ» в анонимное общество «Евроньюс». 

## Владельцы
Единственным его участником являлось анонимное общество «СЕЦЕМИЕ» (SECEMIE SA, Société éditrice de la chaîne européenne multilingue d'information Euronews - «Издательское общество европейского многоязычного информационного канала «Евроньюс»), первоначально участниками которого были:
- государственное учреждение «Франкоязычное бельгийское радио и телевидение»
- акционерное общество «Греческое радио и телевидение»
- акционерное общество «Испанское телевидение»
- акционерное общество «РАИ»
- «Корпорация радиовещания Кипра»
- акционерное общество «Теле Монте Карло»
- акционерное общество «Радио и телевидение Португалии»
- акционерное общество «Илейсрадио»
- акционерное общество «Франс Телевизьон»
- ассоциация «Швейцарское общество телевидения и радиовещания»

Несколько позднее к SECEMIE примкнули:
- «Радио и телевидение Словении» (с 1994 года)
- «Чешское телевидение»
- общество с ограниченной ответственностью «Служба государственного радиовещания»
- федеральное государственное унитарное предприятие «Всероссийская государственная телевизионная и радиовещательная компания» (с 2001 года)
- «Румынское общество телевещания» (с 2004 года)
- акционерное общество «TV4» (с 2006 года)
- «Турецкая радио- и телевизионная корпорация» (ТРТ)
- национальное предприятие «Национальная телекомпания Украины» (с 2006 года)

В 1997-2003 гг. 49% капитала компании принадлежало компании ITN.

## Руководители
Председатели Совета директоров
- Массимо Фишера (1992-1996) (в 1976-1980 гг. директор филиала итальянской телерадиокомпании «РАИ» «РАИ 2»)
- Хосе Вило Абелло (1996-?) (ранее - член правления испанской телекомпании «ТВЕ»)
- Стюарт Пёрвис (?-2003) (исполнительный директор ITN)
- Филипп Кела (2003-2008) (ранее Директор Дирекции международного развития АО «Франс Телевизьон»)

Генеральный директор
- Джеймс Бир (?-1999)
- Мартин Уитли (1999[2]-2003)
- Дэвид Лоуэн (2003[3]-2005) (ранее являлся руководителем телекомпании ITV)
- Михаэль Петерc (2005-2008)

Директор Дирекции информационных программ
- Луис Ривас (2003-2008)

Заместители Директора Дирекции информационных программ
- Гардения Треццини (?-2008)

Заместители Генерального директора
- Мартин Уитли (?-1999) (финансовый директор ITN)
- Михаэль Петерс (2003-2005)

Финансовые директоры
- Михаэль Петерс (2000-2003)

Технические директоры
- Алан Мерсер (2003[4]-?)

Финансовые управляющие
- Михаэль Петерс (1998-2000)[5]